# Victor Lopez
Victor Lopez, född Victor Lopez von Unge 17 oktober 1966, är en svensk skådespelare.

## Filmografi
- 1993 – Hon & han (kortfilm)
- 1997 – Tic Tac
- 1997 – 9 millimeter
- 2003 – Paragraf 9 (TV-serie)
- 2007 – Den man älskar
- 2014 – Faust 2.0

## Teater

### Roller (ej komplett)
| År   | Roll     | Produktion                                | Regi              | Teater                 |
| ---- | -------- | ----------------------------------------- | ----------------- | ---------------------- |
| 2003 |          | Stormen (The Tempest) William Shakespeare | Patrik Pettersson | Dalateatern            |
| 2004 | Cabrillo | Din stund på jorden Vilhelm Moberg        | Leif Stinnerbom   | Stockholms stadsteater |